# Chebanse
Chebanse è un villaggio degli Stati Uniti d'America, situato nello Stato dell'Illinois, diviso tra la contea di Iroquois e la contea di Kankakee.